# La violencia del tiempo
La violencia del tiempo es una novela publicada por Miguel Gutiérrez en 1991, que narra las ofensas contra el linaje mestizo de los Villar en la región peruana de Piura, referidas por el último de sus descendientes, Martin Villar.
Es una larga narración de más de mil páginas que conjuga por igual los recursos del cronicón balzaquiano como los de la novela del Boom latinoamericano. Refiere las peripecias de cinco generaciones de la familia piurana de los Villar, mestizos pobres y frecuentes víctimas de la familia terrateniente de los Benalcazar, cuyos acontecimientos consigue reunir y articular el último descendiente de los Villar, Martín, un joven que estudia historia becado en la Universidad Católica de Lima, centro de la inteligencia de la oligarquía peruana. Sus métodos de investigación, que apelan a la memoria popular, a las historias familiares repetidas de generación en generación y a las visiones del pasado que ofrece el uso ritual del cactus de San Pedro no solo lo alejan del estricto y servil protocolo de dicha vida académica sino que permiten que la historia peruana de los siglos XIX y XX sea revisada desde las voces y las lenguas de quienes han sido secularmente derrotados y humillados y desde las memorias de los muertos sin justicia en una verdadera puesta en escena de las iniquidades nacionales, en especial contra la población andina y las mujeres, las víctimas por excelencia de una sociedad patriarcal y poscolonial. En tan sistemática como abrumadora operación narrativa de Martín Villar intervienen infinitud de relatos subsidiarios, conocimientos aprendidos de una incansable curiosidad por las artes y las ciencias y un impresionante ejercicio de técnicas narrativas que consiguen un relato profundo, intenso, torrencial, necesario y verdaderamente multitudinario. Aunque ha sido señalada de tardía con respecto de la producción literaria de su época, La violencia del tiempo no deja por ello de ser un monumental logro estético que consigue que la sociedad peruana en su conjunto desfile bajo las claves trágicas y el tono épico de la gran novela del siglo XIX, con una variedad de escenarios y personajes hasta ahora sin parangón en las letras peruanas.
- Datos: Q5968469